# Gene Raymond

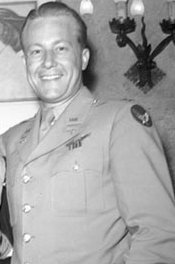
Gene Raymond

Gene Raymond (eg. Raymond Guion), född 13 augusti 1908 i New York, New York, USA, död 2 maj 1998 i Los Angeles, Kalifornien, USA var en amerikansk skådespelare.
Han stod på scen redan som femåring och gjorde Broadwaydebut 1920. Han gjorde filmdebut 1931 och denne snygge, blonde man hade sedan romantiska huvudroller i en rad B-filmer. 
Bland hans mest kända filmer märks Zoo in Budapest (1933), Flyg med till Rio! (1933), Lika barn leka bäst (1941) och Sin egen fånge (1946).
Han var gift med Jeanette MacDonald från 1937 fram till hennes död 1965. De hade inga barn.